# Karl Sundqvist
Karl-Axel Sundqvist, detto Kalle (29 novembre 1962), è un ex canoista svedese.

## Palmarès
- Giochi olimpici

Barcellona 1992: argento nel K2 1000 metri.
- Mondiali - Velocità

Tampere 1983: bronzo nel K2 10000 metri.
Mechelen 1985: oro nel K4 1000 metri, bronzo nel K1 1000 metri, bronzo nel K4 500 metri.
Duisburg 1987: argento nel K4 1000 metri, bronzo nel K2 500 metri.
Plovdiv 1989: bronzo nel K1 1000 metri.
Poznań 1990: bronzo nel K4 10000 metri.
Copenaghen 1993: argento nel K2 10000 metri, bronzo nel K2 1000 metri.